# シバセ工業
シバセ工業株式会社（シバセこうぎょうかぶしきがいしゃ）は、 岡山県浅口市鴨方町に本拠を置く日本のストローメーカー。国産ストローメーカーで、一部輸入品の仕入れ販売も行っている。飲料用途以外の各産業用（工業用ストローや医療用ストロー）のパイプ・チューブのオーダーメイドも行う。「ストローは飲み物を飲むためのもの」という固定観念から離れ
「工業用ストロー」という新しい市場を確立。年間生産本数は約3億本で、国内で生産される業務用ストローの約50％が同社製品である。

## 概要
1926年（大正15年） に芝勢義恵が精米を業として創業後、1949年（昭和24年）素麺製造の芝勢興業株式会社を設立。1969年（昭和44年） に2代目啓介がプラスチック製ストローの生産を開始。当初は、喫茶店でストローの包装紙に店名を印刷するのがはやっていたことに目を付け、名入れストロー事業から始めた。
2008年（平成20年） には、3代目で現代表者磯田拓也が大手精密小型モーターメーカーの日本電産でエンジニアをしていた経験を活かし、電子事業部を発足。モーター用自動検査装置の開発を開始するなど、3度の変革を遂げ成長。薄肉のストローは安定した製造の技術やノウハウが必要であるため、同業他社の参入は少ない中、「アイデアは顧客、技術はシバセ」というオープンイノベーション方式で成長を遂げた。飲料用だけでも200種類以上のストローを製造し、工業用ストローや医療用ストローでは、ほぼ100％のシェアを持つ。アルコール検知器用の使い捨てストローは、国内で生産しているのは同社だけである。ストロー形状を加工する機械の自社製作を行っている。
現代表者の磯田は、1999年に工場長として入社。2000年には営業選任担当者を抜擢。2005年4月に3代目社長に就任。2006年には、経営コンサルタントに協力を依頼。さらに社員数が少ない中小企業が自立した企業となるために少数精鋭の組織作りが重要であり、そのための手段としてマルチタスク化に着目。さらにM&Aに注力した。ニデック創業者の永守重信の「すぐやる、必ずやる、できるまでやる」という考え方に強く影響を受け、落ち込んだ飲料用ストローから、製品の特長である「薄さ」に気付き、飲料用以外に応用できる可能性をインターネットを活用して見出し、新たな需要を掘り起こした。また、磯田はサステナビリティ（持続可能性）を重視し、長続きする成長を企業理念に取り入れ、成長速度が速くなり過ぎないよう持久力重視を打ち出し「年10％成長」を目標とし、同時に「社員の幸せ」という企業理念の浸透を重視した。
世界的な脱プラスチック製ストロー運動に関して、同社ではプラスチック製品の存在が悪いのではなく、廃棄の仕方に問題があると考えており、特に分別回収が徹底され、ほぼ焼却されている日本にはそぐわない。海洋汚染を語るときに真の問題は"垂れ流し"を行っている途上国や先進国でも洪水の可能性があるも関わらず埋め立てという手法を取っている欧米諸国にあると指摘している。
会社ロゴは、「幸せ・進歩・成長」の3Sのテーマを表す。

## 事業内容

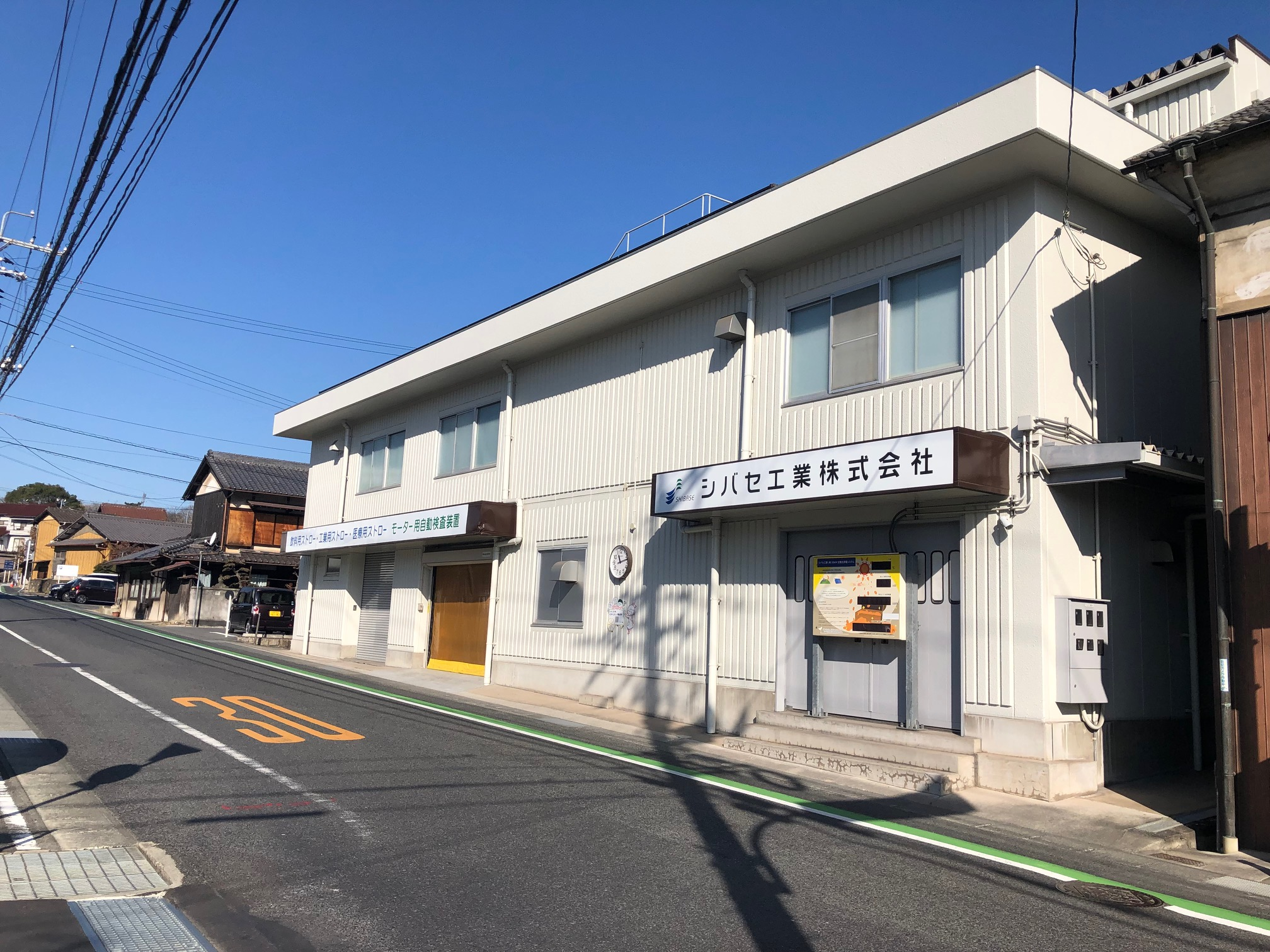
シバセ工業本社工場

飲料用ストローをはじめ、園芸用や教材用、医療用など各産業分野でのストロー状の部品である工業用ストローや医療用パイプやノズルなどの医療用ストローを生産。日本国内の飲料用ストローは輸入が9割を占めるが、残り1割の国内生産者の中では、最も充実した品ぞろえと生産量を有する。飲料用ストロー製造は多品種小ロットに特化しているが、技術、設備、材料をそのまま流用することで、工業用・医療用のパイプやチューブの製造を行っている。製造可能サイズは、口径（外径）は1.4～20.0mm、長さは3～1000mm、肉厚は0.08～1.0mmである。
2004年にはタピオカ用のストローを開発。2019年の3回目のタピオカブームでは、注文に応じきれずに3ヶ月待ちの状態が生じた。
2020年6月からは、唾液によるPCR検査時に使用するストローの生産も行っており、当初の半年間は月産数万本の生産量だったが、月産数百万本に拡大。2021年6月末までには合計983万本を生産した。東京オリンピックの開催期間中に選手や関係者らを対象とする新型コロナPCR検査時に使用するストロー105万本を受注した。その他、医療機関や民間PCR検査機関向けの生産も行っている。国内で飲料、医療、工業向けを生産するのは同社のみである。

## 製品

### 飲料用ストロー
ジュース（セミロング・ロング・ショート）、カクテル・ドリンク剤用、アイスコーヒー用、子供用、シェイク用、タピオカ用、パーティー用、スプーンストローなど用途に合わせ200種以上を販売。

### 工業用ストロー

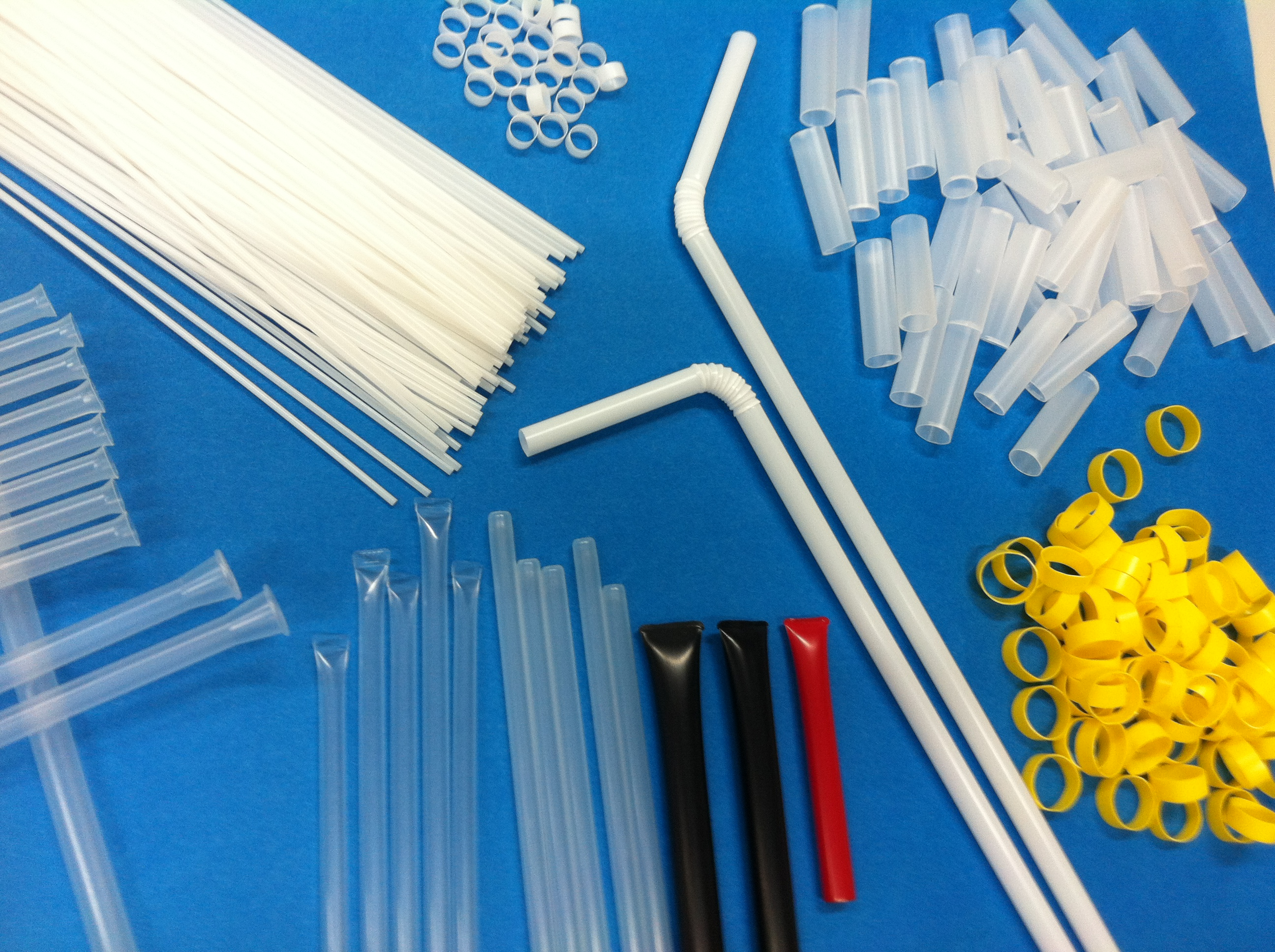
同社製工業用ストロー

ストロー製造技術の応用で薄肉パイプ・チューブにより、金型などのイニシャルコストがかからずコストダウン、軽薄短小化を可能とした。

#### カバー・マスキング用途
ペン先用キャップ、注射針カバーなど。

#### ガイド用途
釣り竿の道糸ガイド。

#### ノズル用途
ポンプ用ノズル、バキュームノズル、スプレーノズル、バブリング用ノズル（シャボン玉用）など。

#### 支柱・棒用途
紙箱コーナー補強材、飴細工棒の代替、めざし・ししゃも棒、バルーン持ち手棒、旗振り棒、壁掛けレターラックの紐通し、園芸植物の支柱など。

#### その他
部品容器、液体容器、クラフト用ストロー（ストローアート）、舞台大道具の素材、アルコール検知用マウスピース、ケーキポップス、クラフトカーの車輪軸、四華花軸、自害防止タオルかけ（刑務所向け）、紙管代替、液体タンクの残量計用フロート、樹脂製熱交換器、エアークッションの逆止弁空気入れ、おみくじホルダー、吹き矢、型抜き、その他。

### 医療用ストロー
医療器具カバー、麻酔薬・鼻用薬噴霧ノズルカバー、医療用ガーゼガイド、ピペットチップ、血液分析装置の分注器用スポイトチップ、薬用容器のノズルとポンプ、医療用特殊綿棒の軸、測定器用マウスピース、その他。

## 沿革
- 1926年（大正15年） - 芝勢家が精米を業として創業。
- 1949年（昭和24年） - 精米麦・素麺加工販売の「芝勢興業株式会社」を設立。
- 1969年（昭和44年） - プラスチック製ストローの生産を開始。
- 1984年（昭和59年） - 押出機と蛇腹加工機の導入により、本格的にストローの製造を開始。
- 1990年代後半 - 喫茶店の激減や輸入品の増加、競合他社の2段式の伸縮するストローの開発による大手メーカーとの取引の激減などでストローの売り上げ激減[24]。
- 1998年（平成10年） - 磯田拓也が入社[12]。
- 2001年（平成13年） - 工業用ストローの製造開始[25]。
- 2005年（平成17年） - 磯田拓也が代表者に就任。

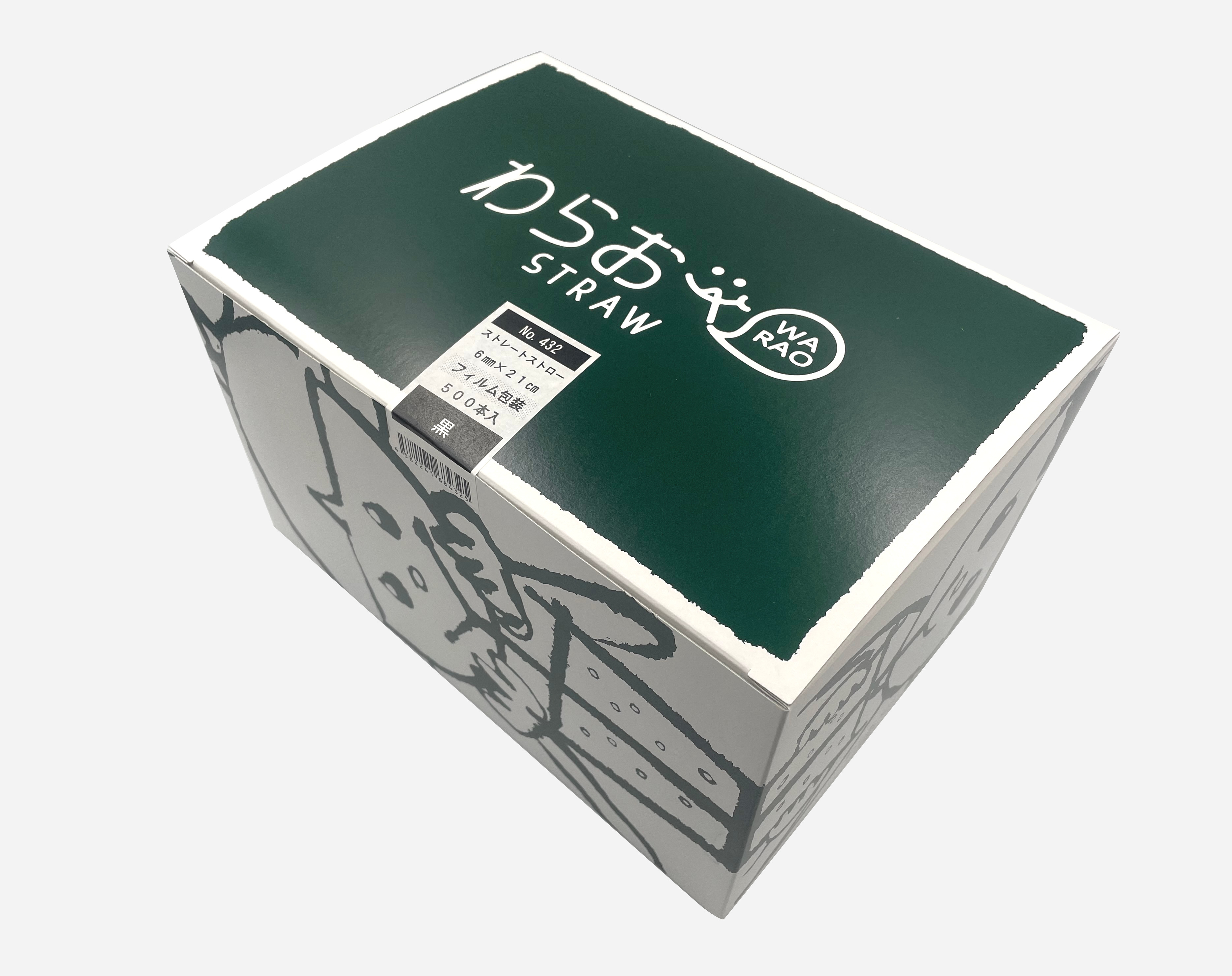
2020年発足の新ブランド「わらおストロー」

- 2006年（平成18年） - 「シバセ工業株式会社」に社名変更。
- 2007年（平成19年） - 工業用ストローを本格的に生産開始。
- 2008年（平成20年） - 電子事業部を発足。モーター用自動検査装置の開発に着手。
- 2009年（平成21年） - 30KW太陽光発電システム導入。
- 2010年（平成22年） - 有限会社ダイヤストロー本店と合併し商圏を拡大。
- 2011年（平成23年） - 医療用ストローの需要が拡大。
- 2012年（平成24年） - 首都圏営業拠点として関東営業所開設。
- 2018年（平成30年） - 品質マネジメントシステム ISO9001:2015の認証取得。
- 2019年（令和元年） - タピオカドリンクがブームとなり、国内メーカーとしてシバセが太いストロー製造を手掛ける[5]
- 2020年（令和2年） - 新ブランド「わらおストロー」発足。麦わらの「わら」にアルファベットの「O」を合わせた造語である[26]。アルコール検知用ストローの売上げが前年同月比で2-3倍と急増[27]。6月からは、PCR検査時に使用するストローの生産開始。
- 2021年（令和3年） - 環境マネジメントシステム ISO14001:2015の認証取得[28]。
- 2022年（令和4年） - 3月23日、シバセ工業が取り上げられた『衰退産業の勝算』（井上善海著、幻冬舎）が出版され、2書店にて週間ベストセラー1位を獲得[7][29]。

（出典）

## 受賞歴等
- 2011年 - 平成23年度おかやまIT経営力大賞 『優秀賞』 [30]
- 2012年 - 経済産業省 中小企業IT経営力大賞 2012認定[6]
- 2016年2月15日 - 魅力発信グランプリ2015で『優秀賞』を獲得[31]。
- 2017年 
  - 4月18日、「医療用ストロー（細管）」で、第7回「Medtec イノベーション大賞」（UBMジャパン主催）入賞[32]。
  - 6月5日、	中国地域ニュービジネス協議会 中国地域ニュービジネス特別賞（ストローの用途を拡大した工業・医療用ストロー）[33]。
  - 12月22日、経済産業省の地域未来牽引企業に選定[34][35]。

## メディア

### 出版
- 『衰退産業の勝算』（井上善海著、幻冬舎 2022年3月23日発行）[7]

## 所在地

### 本社工場
岡山県浅口市鴨方町六条院中 3037

### 金光工場
岡山県浅口市金光町占見新田200-1

### 関東営業所
埼玉県さいたま市大宮区桜木町1-9-18-6F
以上より